# Seznam rek v Furlaniji - Julijski krajini
Seznam rek in potokov v Furlaniji - Julijski krajini.

## Seznam
| Ime             | Ime             | Ime             | Skupna dolžina (km) | Izvir                                       | Izliv                                            |
| Slovensko       | Italijansko     | Furlansko       | Skupna dolžina (km) | Izvir                                       | Izliv                                            |
| --------------- | --------------- | --------------- | ------------------- | ------------------------------------------- | ------------------------------------------------ |
| Tilment         | Tagliamento     | Tiliment        | 170                 | Passo della Mauria                          | Jadran (med Lignanom in San Michelejem)          |
| Soča            | Isonzo          | Lusinç          | 136                 | Jalovec                                     | Jadran (med Gradežem in Štarancanom)             |
| Livenza         | Livenza         | Livence         | 112                 | Sorgenti valchiusane (Polcenigo)            | Jadran (med Caorlami in Portom Santa Margherita) |
| Timava / Timav  | Timavo          | Timau           | 89                  | Snežnik                                     | Jadran (med Tržičem in Devinom)                  |
| Meduna          | Meduna          | Midune          | 85                  | Furlanski Dolomiti                          | Livenza (pri Prati di Pordenone)                 |
| Nadiža          | Natisone        | Nadison         | 55                  | Matajur (Tipana)                            | Ter (pri Trivignanu Udinese)                     |
| Bela            | Fella           | Fele            | 54                  | Mirnik (Naborjet - Ovčja vas)               | Tilment (pri Pušji vasi)                         |
| Cellina         | Cellina         | Ciline          | 50                  | Margons (Claut)                             | Livenza (pri Prati di Pordenone)                 |
| Ter             | Torre           | Tor             | 47                  | Sorochiplas                                 | Soča (pri Turjaku)                               |
| Vipava          | Vipacco         | Vipau           | 44                  |                                             | Soča (pri Sovodnjah)                             |
| Cormôr (Cormor) | Cormôr (Cormor) | Cormôr (Cormor) | 64                  | Monte di Buja                               | Jadran (pri Maranu Lagunare)                     |
| Idrija          | Judrio / Iudrio | Judri           | 50                  | Kolovrat                                    | Ter (pri Romanžu)                                |
| Stella          | Stella          | Stele           | 47                  | Risorgive (Talmassons)                      | Jadran (pri Maranu Lagunare)                     |
| Fiume           | Fiume           | Flum            | 40                  | Risorgive (Valvasone Arzene)                | Canale Postumia-Malgher (pri Meduni di Livenza)  |
| Degano          | Degano          | Dean            | 37                  | Stičišče Fleons-Bordaglia (Forni Avoltri)   | Tilment (pri Villi Santina)                      |
| Cosa            | Cosa            | Cose            | 35                  | Monte Monna                                 | Sacco (pri Ceccanu)                              |
| Vajont          | Vajont          | Vaiont          | 34,6                | Med Forcello Col de Pin in dolino Mesaz     | Piava (pri Longaronu)                            |
| Bût (But)       | Bût (But)       | Bût (But)       | 33                  | Passo di Monte Croce Carnico                | Tilment (pri Tolmeču)                            |
| Arzino          | Arzino          | Arzin           | 30                  | Monte Valcalda                              | Tilment (pri Pinzanu)                            |
| Colvera         | Colvera         | Colvare         | 25                  | Monte Raut                                  | Meduna (med Arbo in Vivarom)                     |
| Corno           | Corno           | Cuar            | 25                  | Gonars                                      | Maranska laguna                                  |
| Reghena         | Reghena         | Reghine         | 25                  | Risorgive (San Vito al Tagliamento)         | Lemene (pri Portogruaru)                         |
| Ziljica         | Slizza          | Slize           | 25                  | Na Žlebeh (Nevejsko sedlo)                  | Gail (Avstrija)                                  |
| Meschio         | Meschio         | Mescli          | 24,3                | Col Visentin (Vittorio Veneto)              | Livenza (pri Sacilu)                             |
| Lumiei          | Lumiei          | Lumiei          | 22                  | Med Tiarfinom in Colom di Rioda             | Tilment (pri Ampezzu)                            |
| Karnahta        | Cornappo        | Cuarnap         | 20                  | Karnahta (Tipana)                           | Ter (pri Nemah)                                  |
| Ledra           | Ledra           | Ledre           | 19                  | Piano Paludo (Humin)                        | Tilment (pri Huminu)                             |
| Settimana       | Settimana       | Setemane        | 17                  | Cima di Chiavalli                           | Cellina (pri Clautu)                             |
| Kozica          | Cosizza         | Cosize          | 16                  | Na Gradu (Dreka)                            | Aborna (pri Špetru Slovenov)                     |
| Aupa /Avpa      | Aupa /Avpa      | Aupe            | 15                  | Sella di Cereschiatis (Karnijske Alpe)      | Bela (pri Možacu)                                |
| Noncello        | Noncello        | Nunciel         | 15                  | Cordenons                                   | Meduna (pri Pasianu di Pordenone)                |
| Rezija          | Resia           | Resie           | 15                  | Zgornje brdo (Rezija)                       | Bela (Na Bili)                                   |
| Učja            | Uccea           | Ucee            | 14                  | (Rezija/Učja)                               | Soča (med Žago in Logom Čezsoškim)               |
| Taglio          | Taglio          |                 | 13                  | Med Rivoltom in Bertiolom                   | Stella (pri Rivignanu)                           |
| Chiarzò         | Chiarzò         | Scjarsò         | 12                  | Monte Zuc di Santis                         | Meduna (pri Camponu)                             |
| Leale           | Leale           | Leâl            | 9                   | Monte Mason                                 | Palar (Trasaghis)                                |
| Cimoliana       | Cimoliana       | Cimoliane       | 7                   | Jezero Meluzzo (Cimolais)                   | Cellina (pri Cimolaisu)                          |
| Aussa           | Aussa           | Ausse           | 22                  | Novacco (Aiello del Friuli)                 | Maranska laguna                                  |
| Malina          | Malina          | Maline          |                     |                                             | Ter                                              |
| Pesarina        | Pesarina        | Pesarine        |                     |                                             |                                                  |
| Tablja          | Pontebbana      | Pontebane       |                     |                                             |                                                  |
| Sile            | Sile            | Sîl             |                     | Villa Sile (Casarsa della Delizia)          | Canale Postumia-Malgher (pri Meduni di Livenza)  |
| Glinščica       | Rosandra        |                 | 15                  | Klanec pri Kozini                           | Jadran (med Trstom in Miljami)                   |
| Škofijski potok | Rabuiese        |                 |                     |                                             | Osapska reka                                     |
| Osapska reka    | Rio Ospo        |                 |                     | Osapska jama (pri Ospu)                     | Jadran (pri Miljah)                              |
| Vinjanski potok | Menariolo       |                 |                     | Med Tinjanom in Ospom                       | Osapska reka                                     |
| Gerchia         | Gerchia         | Gercje          | 6                   | Monte Molime                                | Tilment (pri Valerianu)                          |
| Caomaggiore     | Caomaggiore     |                 | 5,18                | Marignana dalle rogge del Molino in Selvata | Reghena                                          |
| Torsa           | Torsa           | Torse           | 6                   | Torsa (Pocenia)                             | Stella                                           |
| Rio Storto      | Rio Storto      |                 | 2,18                | Cresta di Enghe                             | Piava                                            |